# Åke Andersson i Mellanköpinge
Åke Andersson i riksdagen kallad Andersson i Mellanköpinge, född 13 februari 1817 i Gustavs församling, Malmöhus län, död 3 augusti 1883 i Kyrkoköpinge församling, Malmöhus län, var en svensk lantbrukare och riksdagspolitiker.
Andersson var verksam som lantbrukare i Mellanköpinge. Som riksdagsman representerade han bondeståndet i Skytts och Oxie härad vid riksdagen 1865/1866 och var ledamot av andra kammaren 1867–1880, invald i Skytts och Oxie domsagas valkrets.